# Programme de Promotion des Revenus Ruraux
Le Programme de Promotion des Revenus Ruraux, ou  PPRR, est un projet du FIDA, couvrant les régions d'Analanjirofo et d'Atsinanana sur la cote Est de Madagascar. Son objectif principal est de réduire la pauvreté rurale en permettant un accroissement des revenus des producteurs ainsi qu'un renforcement la capacité des communautés à prendre en charge de façon autonome leur développement. Initié en 2004, pour une durée de 8 ans, le projet cible une population estimée à 860 957 habitants, repartis sur 20 communes et correspondant aux groupes sociaux les plus vulnérables : petits exploitants, femmes, ménages ruraux décapitalisés et/ou déficitaires en produits vivriers.
| État d'avancement du projet en 2009 : | 62 % |

## Contexte
Malgré un fort potentiel économique de par la présence de grands centres d'activité avec Tamatave, deuxième ville du pays, et d'axes de principaux de transport efficaces, malgré un fort potentiel agricole grâce au climat chaud et humide combiné à un sol riche, la région choisie pour l'implantation du programme fait partie des plus pauvres de Madagascar (plus de 75 % de la population vivant sous le seuil de la pauvreté).

## Objectifs
Le PPRR est orienté selon trois axes principaux :
1. Améliorer pour les producteurs l'accès au Marché et la valorisation des produits à travers le développement de pôles de partenariat
  - Création de convention de partenariat économique entre les producteurs et les opérateurs économiques de la filière
  - Mise en place des CAM : Centres d'accès au Marché (centres de collecte ou unités de transformation) sous-unités des pôles.
2. Intensifier de façon durable la base productive (notamment par la réalisation de micro-projets et le renforcement des initiatives locales)
3. Assurer l'accès à des services financiers adaptés

## Financement
Le projet est issu de la collaboration entre différents acteurs nationaux et internationaux du développement :
- Prêt du FIDA : 54,4 %
- OPEP : 27,3 % (infrastructures et équipements ruraux)
- Gouvernement malgache : 18,4 %  (taxes et une partie du coût de fonctionnement)
- Bénéficiaires, collectivités locales et opérateurs économiques : 2,7 %

## Exemples de résultats
Dans le cadre du travail l'appui aux communautés le PPRR a permis en mars 2008 l’adduction d’eau potable à Andavaniobe, Fokontany de la région d'Analanjirofo.

## Sources et références
Toutes les informations présentes dans cet article sont tirées du site officiel du PPRR.
1. ↑  Rapport de pré-évaluation du PPRR (2003).